# Риболи
Риболи (пол. Ryboły) — село в Польщі, у гміні Заблудів Білостоцького повіту Підляського воєводства. Населення — 436 осіб (2011).

## Історія
Вперше згадується 1576 року. Було королівським селом Більського староства. У XVIII столітті на основі селянських волок заснований фільварок. У 1790 році в селі налічувалось 92 господарства.
У 1975—1998 роках село належало до Білостоцького воєводства.

## Демографія
Демографічна структура станом на 31 березня 2011 року:
|          | Загалом | Допрацездатний вік | Працездатний вік | Постпрацездатний вік |
| -------- | ------- | ------------------ | ---------------- | -------------------- |
| Чоловіки | 213     | 19                 | 154              | 40                   |
| Жінки    | 223     | 21                 | 126              | 76                   |
| Разом    | 436     | 40                 | 280              | 116                  |

## Релігія
У селі міститься парафіяльна церква Святих Косми і Демяна. На сільському цвинтарі міститься дерев'яна церква Святого Юрія 1873 року. Відомості про церкву в Риболах датуються вже XVI століттям. У XIX столітті зведена сучасна мурована парафіяльна церква.